# یواس‌اس جی-۱ (اس‌اس-۱۹½)
یواس‌اس جی-۱ (اس‌اس-۱۹½) (به انگلیسی: USS G-1 (SS-19½)) زیردریایی که طول آن ۱۶۱ فوت (۴۹ متر) می باشد. این زیردریایی در سال ۱۹۱۱ ساخته شده است.